# Literarische Werkstatt Kreuzberg

Anthologie der Literarischen Werkstatt Kreuzberg

Die Literarische Werkstatt Kreuzberg war eine Gründung des Dichters Kurt Neuburger, der seit Anfang der 1960er Jahre mit Nachwuchsautorinnen und -autoren regelmäßige Treffen in seiner Berliner Wohnung Solmsstraße 40 abhielt, bei denen neue Gedichte und Prosatexte der Teilnehmer vorgestellt und diskutiert wurden. Freundschaftlicher Kontakt bestand zu den Galerien und Veranstaltungsorten der sogenannten Kreuzberger Bohème, der Galerie Zinke, der Galerie am Abend von Vera Ziegler, zu den Kneipen „Leierkasten“, „Kleine Weltlaterne“ und „LSX“, wo auch gelegentlich Lesungen stattfanden, bei denen die neuen Texte der Öffentlichkeit vorgestellt wurden. Nähere Beziehungen bestanden auch zum Verleger V. O. Stomps und zu Hugo Hoffmanns „Atelier Handpresse“, in deren Verlagen Texte der Werkstatt-Teilnehmer erschienen. Bei einer Veranstaltungsreihe im TU-Studentendorf Siegmundshof wurden auch Beiträge aus der Literarischen Werkstatt Kreuzberg vorgetragen und in die Publikation „Siegmundshofer Texte“ aufgenommen. Auch der Kreuzberger Verlag von Dieter Stollenwerk veröffentlichte Texte von Autoren der Literarischen Werkstatt Kreuzberg. Teilnehmende Autorinnen und Autoren waren u. a. Hans Joachim Berendt, Matthias Borgmann, Christoph Burster, Peter J. Fabich, Ulrich Goerdten, Aldona Gustas, Karlheinz Herwig, Tilmann Lehnert, Ilse Lenne, Norbert Moisa, Roland Neumann, Carol Petersen, Una Pfau, Lothar Poschmann, Leopold Reif, Willi Sacker, Nils Weijers, Michael Weisfeld, Harald Wieland, Hans Thomas Wenzel.

## Veröffentlichungen
- Vers und Prosa ’68. Eine Anthologie der Literarischen Werkstatt Kreuzberg. Herausgegeben von Kurt Neuburger. Es darf, Berlin 1968.